# Frances Fisher
Frances Louise Fisher (født 11. maj 1952) er en britisk-amerikansk skuespiller.
Fisher begyndte sin karriere på teatret og spillede senere detektiven Deborah 'Red' Saxon i ABC's sæbeopera The Edge of Night (1976–1981). Hun har spillet stærke kvinderoller på film og [Tv] siden begyndelsen 1980'erne. Hendes kendte filmroller tæller De nådesløse (1992), Titanic (1997), True Crime (1999), House of Sand and Fog (2003), Laws of Attraction (2004), The Kingdom (2007), In the Valley of Elah (2007), Jolene (2008), The Lincoln Lawyer (2011) og The Host (2013). I 2014 fik Fisher en rolle i ABC-dramaserien Resurrection. I 1990'erne havde hun et forhold til Clint Eastwood i omkring 6 år.

## Ungdom og uddannelse
Fisher blev født i Milford on Sea, Hampshire, England, som datter af sine amerikanske forældre Olga Rosine (født Moen), hjemmegående husmor, og William Irving "Bill" Fisher, der var bygningsinspektør på olieraffinaderier. Inden hun var fyldt femten år, havde hun flyttet ni gang og rejst meget som følge af sin fars arbejde. Hun havde bl.a. været i Italien, Tyrkiet, Colombia, Frankrig, Canada og Brasilien. Hendes mor døde, da hun var 15, og hun var herefter med til at opfostre sin lillebror. Hun gik i high school på Lutcherstark High School i Orange, Texas, hvor hun lavede teaterproduktioner og senere arbejdede som sekretær.

## Karriere

### Teater
Fisher besluttede at følge sin interesse for teater og flyttede af den grund til New York, hvor hun begyndte sin 14-årige karriere på teaterscenerne på regionale teatre og off-Broadway-scener. Hun blev involveret i Actors Studio, hvor hun studerede hos Lee Strasberg. Hun flyttede til Abingdon, Virginia, hvor hun begyndte sin skuespillerkarriere på Barter Theatre, der har forestillinger hele året rundt.
I de næste ti år koncentrerede hun sig om teatre i New York og regionale teatre på Østkysten. Hun vendte senere tilbage til teatret; således spillede hun med i Arthur Millers sidste skuespil Finishing the Picture, der blev produceret på Goodman Theatre i Chicago, og i The Cherry Orchard i 2006 på Mark Taper Forum i Los Angeles.

### Fjernsyn
Fisher blev kendt for et større publikum, da hun fra 1976 til 1981 spillede detektiven Deborah Saxon i ABC's sæbeopera The Edge of Night, der blev sendt i dagtimerne. Hun kom senere til CBS's Guiding Light som Suzette Saxon i 1985. Efter i en årrække at have medvirket i dag-tv-serier fik hun rollen som bartenderen Savannah i "The Lobo" i den første sæson af ABC-komedieserien Roseanne. Hun spillede også med i Newhart, Matlock og In the Heat of the Night.
Fisher blev oprindeligt castet til at spille Jill Taylor i ABC's sitcom Home Improvement, men blev udskiftet med Patricia Richardson efter at have indspillet pilotafsnitet, som følge af manglende kemi med Tim Allen samt publikummet i studiet, der mente, at Fisher var for alvorlig, når hun sagde sine replikker. I 1991 blev Fisher castet til Fox' dramaserie Strange Luck. I 2000 spillede hun Audrey Hepburns mor, Ella Hepburn, i en biografisk film om skuespilleren. Samme år spillede hun rollen som Janet Lee Bouvier i Jackie Bouvier Kennedy Onassis.
Fisher havde biroller i CBS-sitcommen Becker som Dr. Elizabeth 'Liz' Carson fra 1999 til 2000, og i Fox' Titus som Juanita Titus (2000-2001). I 2002 spillede hun med i den kortlivede The WB-serie Glory Days, og året efter i et drama, der blev stoppet efter kun én sæson, The Lyon's Den på NBC. I 2005 spillede hun med i episoden "Just As I Am" i Skadestuen som Helen Kingsley, den længe bortblevne mor til Dr. Kerry Weaver, spillet af Laura Innes, selvom Fisher kun er fem år ældre. Hun spillede også med i pilotepisoden til NBC/USA's serie ved navn To Love and Die. I 2008 optrådte hun i en rolle på Sci-Fi Channels serie Eureka, hvor hun spillede Eva Thorne. Fisher har også haft gæsteroller i Grey's Anatomy, The Shield, Two and a Half Men, Private Practice, Sons of Anarchy, Torchwood, CSI: Crime Scene Investigation, Cold Case og Castle.
I 2014 spillede Fisher med i ABC-dramaserien Resurrection om indbyggerne i Arcadia, Missouri, hvis liv bliver vendt på hovedet, da deres kære vender tilbage fra de døde, uden at være ældet siden deres død. Hun spiller rollen som Lucille Langston.

### Film
Fisher havde sin filmdebut i Can She Bake a Cherry Pie? (1983), og senere spillede hun med i Patty Hearst, der blev instrueret af Paul Schrader. I 1989 optrådte hun i Pink Cadillac, hvor hun spillede over for Clint Eastwood, og det fik som bieffekt, at de to indledte et forhold, der varede seks år. Året efter medvirkede hun i Welcome Home, Roxy Carmichael.
I 1992 havde Fisher sin gennembrudsrolle i filmen De nådesløse, der vandt en Oscar og som var instrueret af Clint Eastwood, der også selv spillede hovedrollen. I de senere år begyndte hun at optræde regelmæssigt i store produktioner og uafhængige film. Hendes mest berømte rolle på film var som samfundsøkonomen Ruth DeWitt Bukater, der var mor til figuren spillet af Kate Winslet i storfilmen Titanic fra 1997. Hun medvirkede også i True Crime (1999), hvor Eastwood spiller advokat.
Fisher havde en rolle i House of Sand and Fog (2003), der var endnu en Oscar-nomineret film. I 2004 optrådte hun i Laws of Attraction som Julianne Moores mor, på trods af, at hun kun er 8 år ældre end Moore. Fisher arbejdede på fire film i 2006, inklusive Peter Bergs The Kingdom og Paul Haggis' In the Valley of Elah. Samme år medvirkede hun også i filmen Jolene med Jessica Chastain som hendes elsker. Hun var øverste festivaldommer ved Noor Iranian Film Festival i 2011 i Los Angeles. Samme år spillede hun med i The Lincoln Lawyer and The Roommate.
Fisher spillede rollen som Maggie Stryder i filmen The Host fra 2013 med Saoirse Ronan og William Hurt. Hun optrådte også i de to film The Potters og You're Not You, der begge havde premiere i 2014.
Fisher medvirkede i filmen Woman in Gold (2015), hvor hun spillede mor til Randol Schoenberg (Ryan Reynolds).

## Privatliv
I 1970, da Fisher var 18, giftede hun sig med sin gymnasiekæreste Billy Mack Hamilton. De blev skilt to år senere.
Fisher havde et forhold til skuespilleren Clint Eastwood i seks år i begyndelsen af 1990'erne. I den periode fik parret et barn sammen ved navn Francesca Eastwood (født 1993).

## Filmografi
- Pink Cadillac (1989)
- De nådesløse (1992)
- Striptease (1996)
- Wild America (1997)
- Titanic (1997)
- True Crime (1999)
- The Big Tease (1999)
- Gone in 60 Seconds (2000)
- House of Sand and Fog (2003)
- Laws of Attraction (2004)
- The Kingdom (2007)
- In the Valley of Elah (2007)
- Jolene (2008)
- A Single Woman (2008)
- The Roommate (2011)
- The Lincoln Lawyer (2011)
- Sedona (2011)
- The Host (2013)